# Machimus angularis
Machimus angularis är en tvåvingeart som först beskrevs av Ricardo 1922.  Machimus angularis ingår i släktet Machimus och familjen rovflugor. Inga underarter finns listade i Catalogue of Life.